# Oliver Grober
Oliver Grober (* 7. Oktober 1983 in München) ist ein deutscher Schauspieler.

## Wirken
Bereits als Kinderdarsteller trat Oliver Grober in deutschen Fernsehfilmen und Fernsehserien auf. Seine erste Rolle hatte er im Alter von 7 Jahren. Noch als Jugendlicher wirkte er in den Serien wie Der Alte oder Dr. Stefan Frank – Der Arzt, dem die Frauen vertrauen mit. Etliche weitere Fernsehauftritte sind bis zum Jahr 2004 belegt.

## Filmografie (Auswahl)
- 1991: Von Gewalt keine Rede (Fernsehfilm)
- 1992–2001: Der Alte (Fernsehserie, 3 Folgen)
- 1994: Silent Love (Kurzfilm)
- 1995: Coswig und Sohn (Fernsehfilm)
- 1995: Sau sticht (Fernsehfilm)
- 1995: Dr. Stefan Frank – Der Arzt, dem die Frauen vertrauen (Fernsehserie, 1 Folge)
- 1996: Solange es die Liebe gibt (Fernsehserie, 1 Folge)
- 1996: Hallo, Onkel Doc! (Fernsehserie, 1 Folge)
- 1997: Teneriffa – Tag der Rache (Fernsehfilm)
- 1997: Der Bergdoktor (Fernsehserie, 1 Folge)
- 1998: Sylvia – Eine Klasse für sich (Fernsehserie, 1 Folge)
- 1998: Vater wider Willen (Fernsehserie, 3 Folgen)
- 1999: Ärzte (Fernsehserie, 1 Folge)
- 1999: Schloßhotel Orth (Fernsehserie, 1 Folge)
- 2001: Der Landarzt (Fernsehserie, 1 Folge)
- 2001: Riekes Liebe (Fernsehfilm)
- 2001: In aller Freundschaft (Fernsehserie, 1 Folge)
- 2001: Für alle Fälle Stefanie (Fernsehserie, 1 Folge)
- 2002: Rosa Roth (Fernsehserie, 1 Folge)
- 2002: Quits (Kurzfilm)
- 2002: Sinan Toprak ist der Unbestechliche (Fernsehserie, 1 Folge)
- 2003: Kalle kocht (Fernsehserie, 7 Folgen)
- 2003: Die Rosenheim-Cops (Fernsehserie, 1 Folge)
- 2003: Kunden und andere Katastrophen (Fernsehserie, 1 Folge)
- 2004: Die Nacht der lebenden Loser
- 2004: Schulmädchen (Fernsehserie, 1 Folge)